# Chlamydogobius japalpa
Chlamydogobius japalpa är en fiskart som beskrevs av Larson, 1995. Chlamydogobius japalpa ingår i släktet Chlamydogobius och familjen smörbultsfiskar. Inga underarter finns listade i Catalogue of Life.